# Paraclinus ditrichus
Paraclinus ditrichus är en fiskart som beskrevs av Richard H. Rosenblatt och Parr, 1969. Paraclinus ditrichus ingår i släktet Paraclinus och familjen Labrisomidae. IUCN kategoriserar arten globalt som otillräckligt studerad. Inga underarter finns listade i Catalogue of Life.